# Tenuipalpus scitulus
Tenuipalpus scitulus är en spindeldjursart som beskrevs av Meyer 1993. Tenuipalpus scitulus ingår i släktet Tenuipalpus och familjen Tenuipalpidae. Inga underarter finns listade i Catalogue of Life.